# Engin forestier
Les engins forestiers sont les véhicules et matériels mécaniques spécifiquement destinés au travail en forêt 
(sylviculture, bûcheronnage, débardage, etc.). Ces engins, d'abord dérivés de matériels militaires ou agricole ont fortement évolué, en particulier avec l'apparition de tracteurs ou porteurs articulés et de pneus spéciaux permettant une meilleure maniabilité dans le milieu boisé et sur les pentes.
Les machines de bûcheronnage sont encore réservées aux résineux (aux troncs biens droits, légers et faciles à ébrancher) ; plutôt de diamètres, faibles et moyens.

Les constructeurs ne disposent pas encore de machines adaptées aux feuillus, qu'on récolte de façon bien plus rentable à des diamètres plus larges que ceux des résineux.

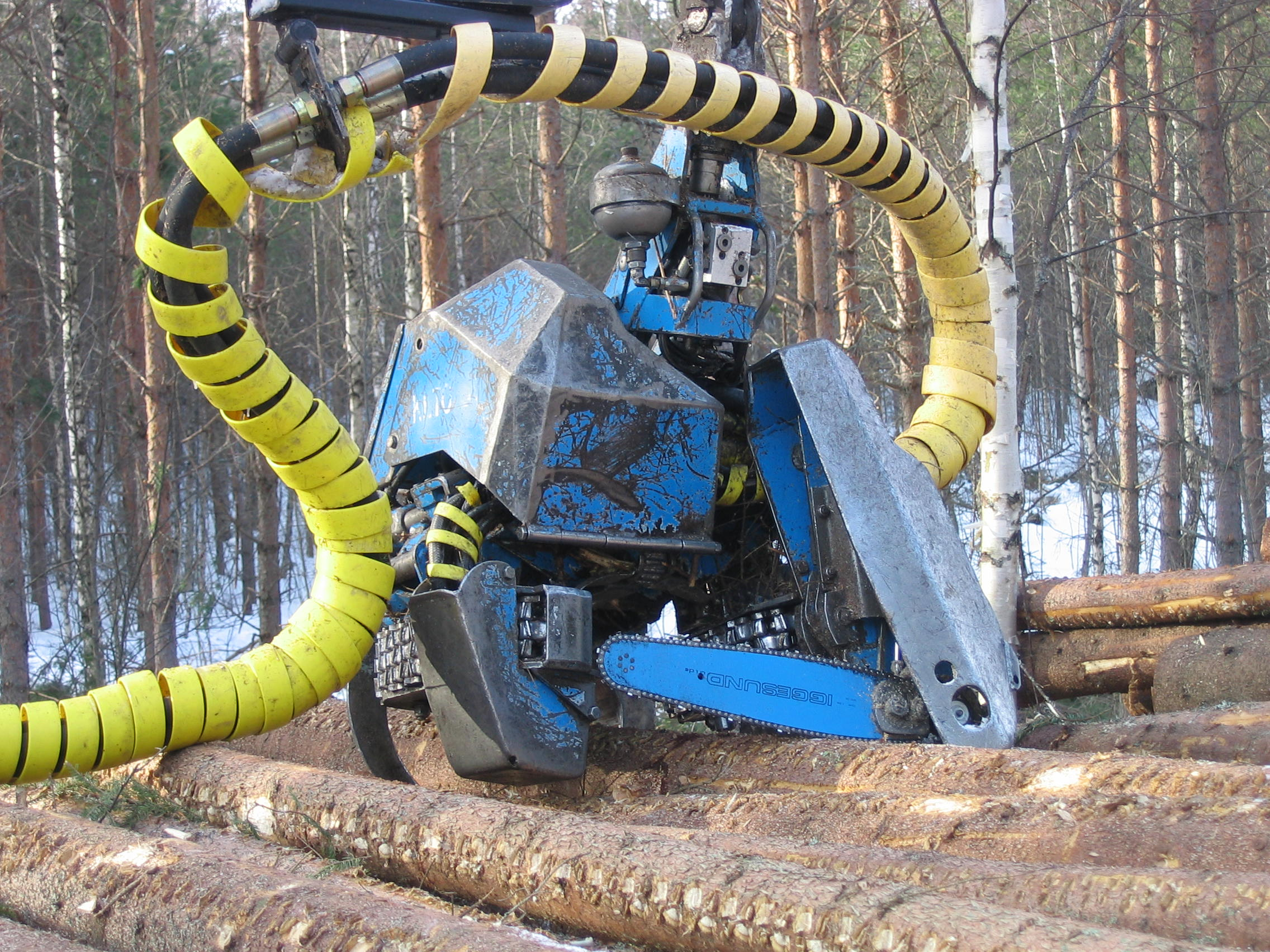
On constate depuis les années 1980, notamment dans l'hémisphère-Nord, une forte tendance à la mécanisation des coupes

## Histoire de la mécanisation en forêt

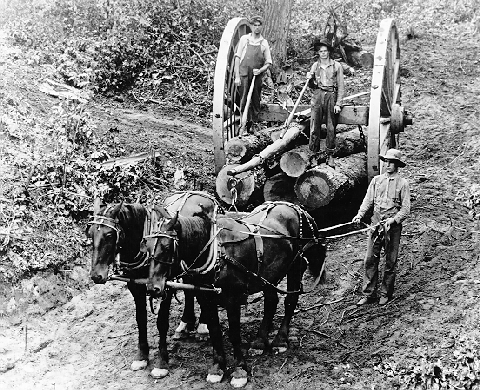
Ancien charroi de débardage (vers 1900)

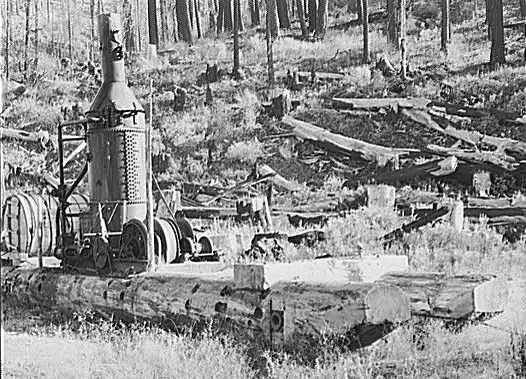
Moteur Donkey (machine à vapeur) adapté au débardage dès 1881. Il est ici posé sur deux patins en troncs d'arbres. Ces "patins" permettaient de le tirer dans les bois (Comté de Tillamook, Oregon, octobre 1941)

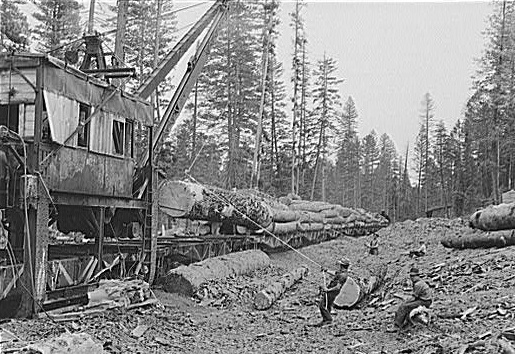
Grant County, Oregon, 194. Bûcheronnage mécanisé dans la Malheur National Forest ; chargement de grûmes sur plateau sur voie ferrée

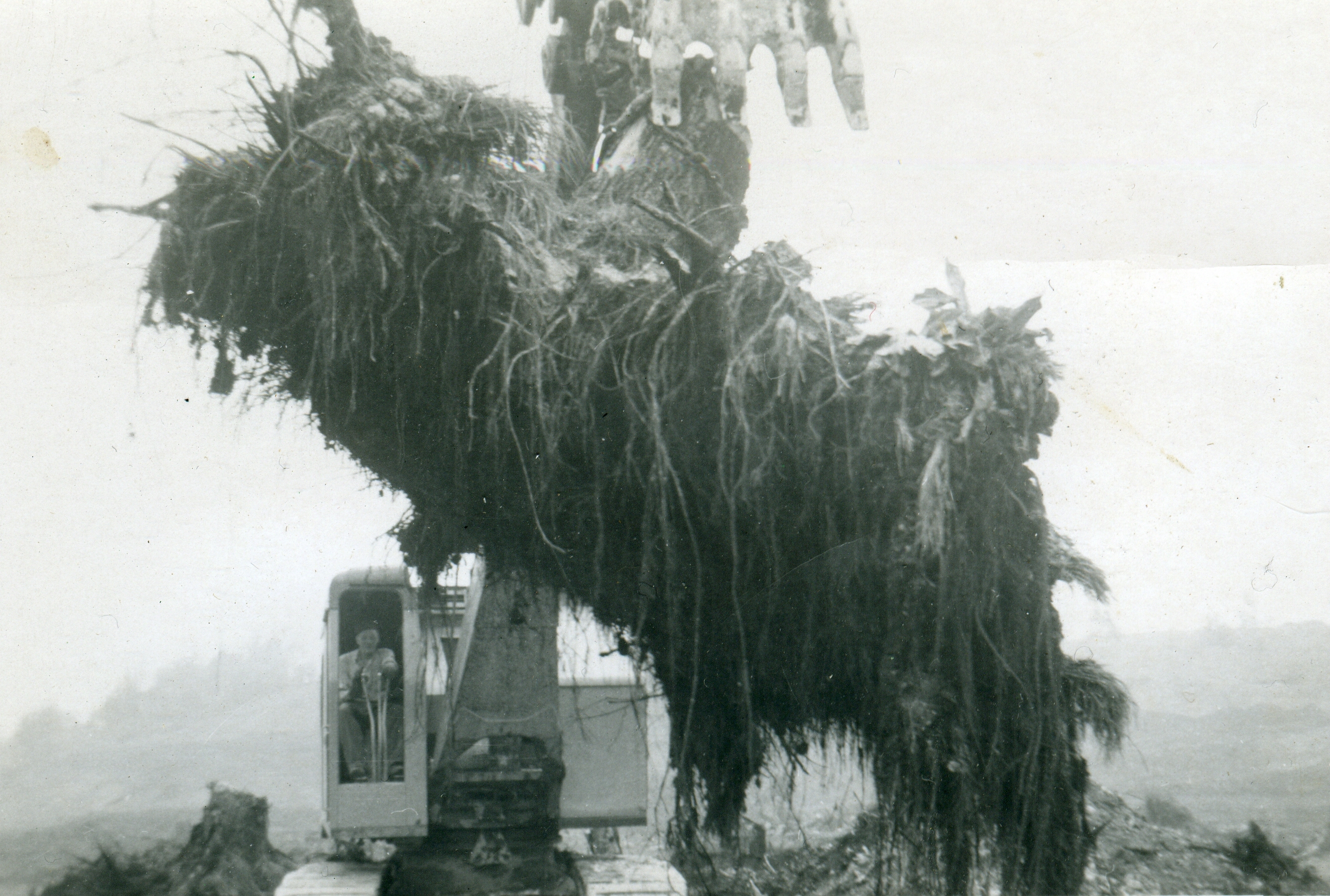
Les engins mécaniques ont grandement facilité certains travaux (désouchage en particulier), en encourageant les plantations d'arbres, au détriment de la régénération naturelle souvent

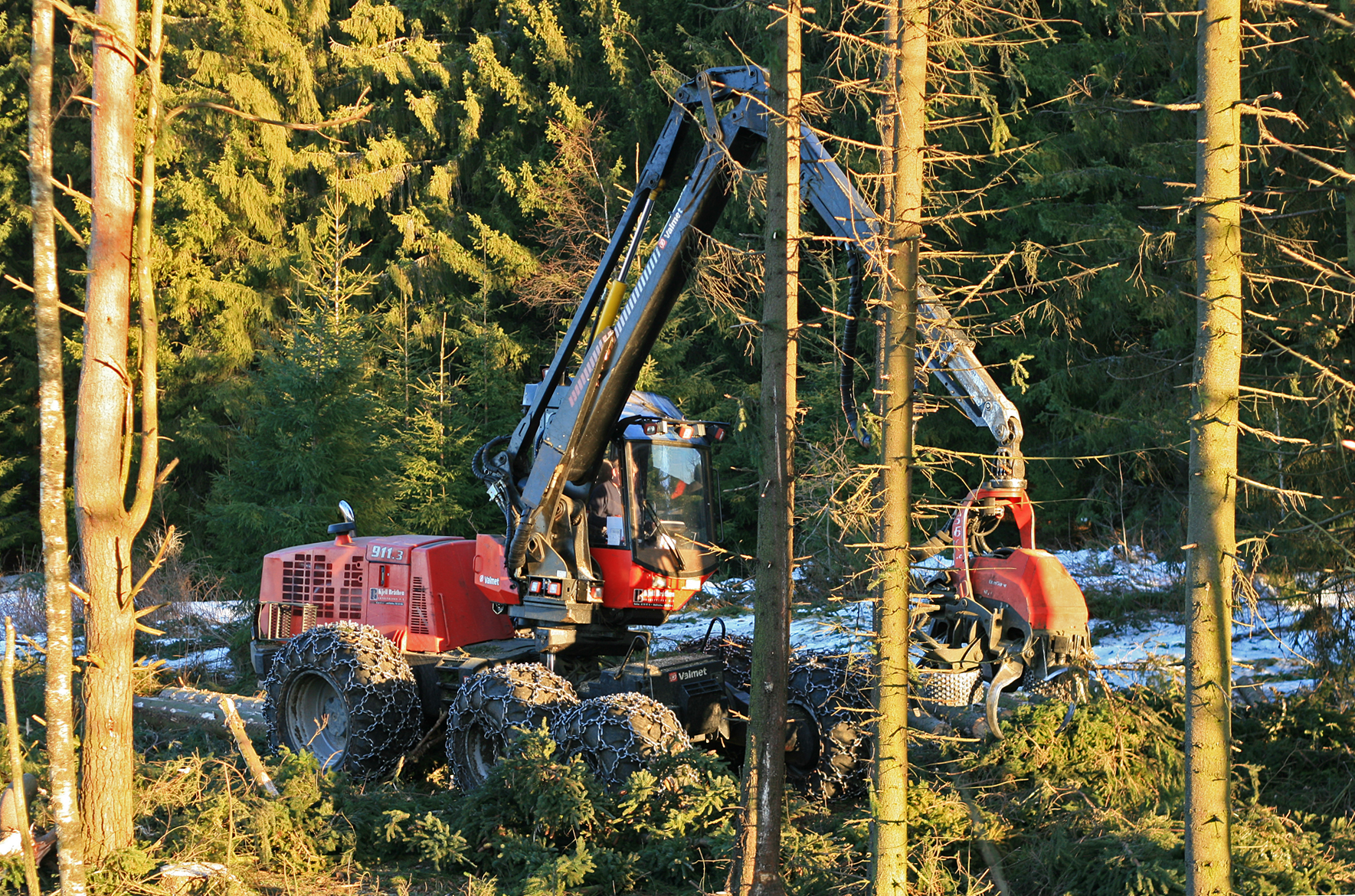
Engins à tête de coupe Valmet 911.3 en action de coupe rase, forêt de Hedmark, Norvège (2008)

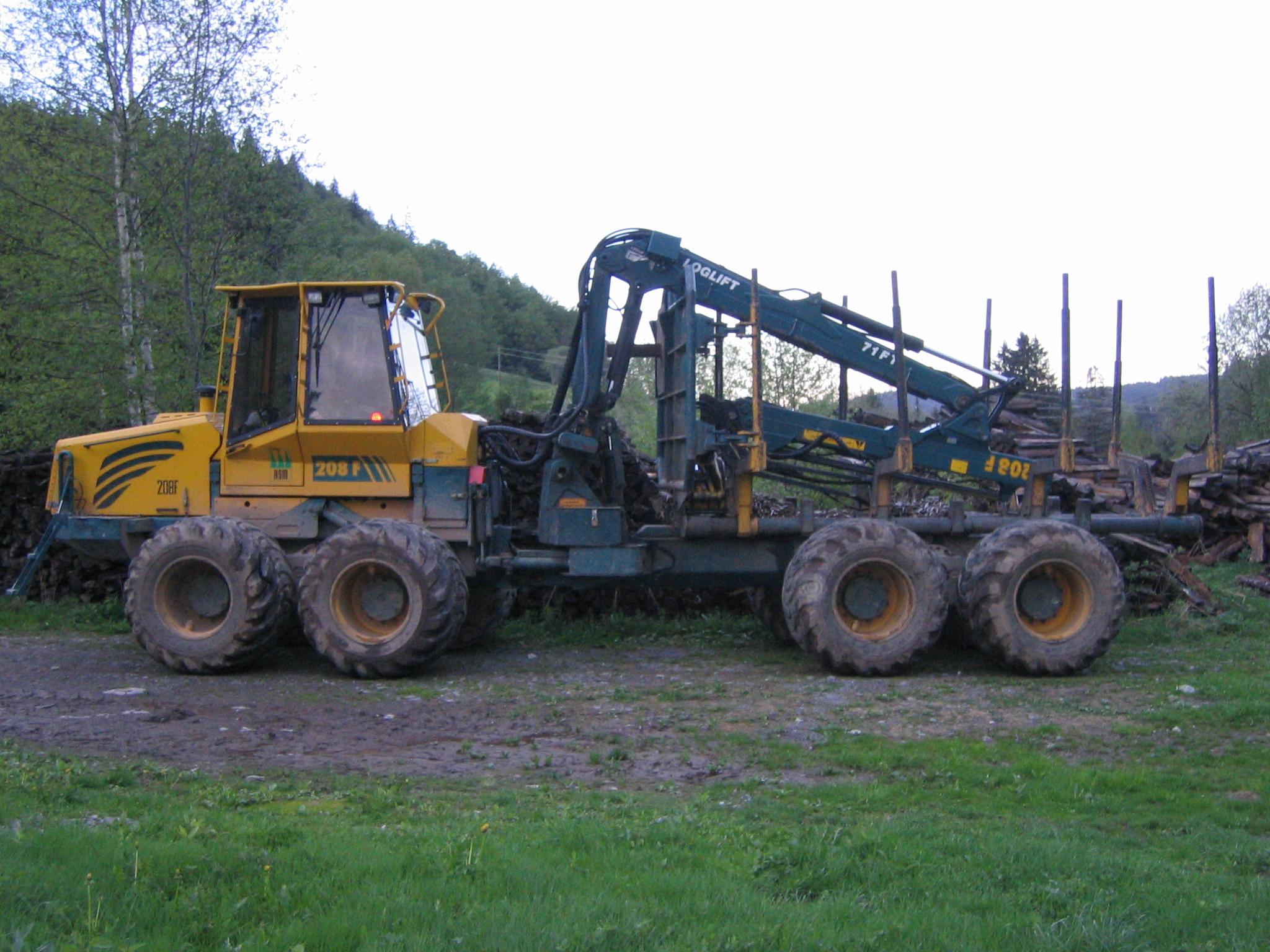
Porteur moderne

Dans le monde entier, après la Première Guerre mondiale puis après la Seconde Guerre mondiale, les États ont encouragé la culture des résineux ou d'essences à croissance rapide pour la construction et l'économie. De plus les usines qui fabriquaient les chars d'assaut ont cherché après l'armistice de 1918 de nouveaux débouchés. Ils ont notamment proposé aux forestiers des camions porteurs et des engins tout-terrain à chenille dérivés des matériels militaires mis au point pour les champs de bataille.
Certains engins agricoles (tracteurs équipés de broyeur, charrue ou sous-soleuses ont aussi été détournés de leur vocation première pour élargir les possibilités de mécanisation de l'exploitation forestière.
La seconde moitié du XXe siècle a historiquement été en Europe et notamment en France marquée par une phase de plantation sylvicole intensive (forêt de guerre, pour partie financées avec les dommages de guerre, dans le cadre de la reconstruction). la poursuite de cette tendance a été permise et facilitée par la mécanisation de la plantation développée à l’occasion de la création des forêts de guerre en zone rouge (séquelles de guerre) après la Première Guerre mondiale, puis par le besoin de cellulose de pin pour la pâte à papier et de bois d'œuvre bon marché. Les forêts subventionnées (enrésinements des années 1960-1970, populicultures des années 1970 à 90) et le développement des futaies et coupes rases au détriment du taillis sous futaie ou de la futaie jardinée ont naturellement encouragé la voie de la mécanisation, induisant des faciès boisés d’aspect parfois très artificiels (monocultures « en rangs d’oignons ») et un bouleversement de l'emploi et du métier forestiers (le bûcheron qui travaillait dangereusement dans la nature, tend à devenir ouvrier technicien travaillant dans une cabine, en faisant appel à des compétences croissantes en mécanique, hydraulique, électronique et informatique).
La méthode avait pour partie été rodée en zone tropicale avec les plantations industrielles d’hévéas qui ont en quelque sorte préparé celles de palmier à huile ou d’eucalyptus. En Europe de l’Ouest, au XXe siècle, elle semblait plus en accord avec la rationalisation et standardisation de la sylviculture et une volonté de maîtriser et « améliorer » le « matériel végétal » et sa génétique (provenance certifiée, expérimentation d'arbres OGM prônées dans les années 1990 et en cours de développement par exemple avec les peupliers transgéniques de l'INRA).
En France, le CEMAGREF a compté parmi ses premières missions le développement de la mécanisation et des engins forestiers.
À la fin des années 1990, une « sylviculture durable » au travers des écolabels ou écosociolabels tels que le FSC accorde théoriquement une importance particulière au choix des engins forestiers et aux périodes d'utilisation, afin de moins déranger la faune et moins abîmer l'humus, les racines et les sols fragiles. 
En effet, les engins modernes ont un impact environnemental et social : ils ont eu un impact négatif sur le nombre d'emplois forestiers. Ils peuvent encourager une intensification de la sylviculture (coupes encore plus précoces prônées par la « sylviculture dynamique ». Ils accélèrent et accentuent l'artificialisation des forêts (plantations monospécifiques, géométriques, standardisées et équiennes) et peuvent faciliter une surexploitation du milieu.

## Usages
Ils sont utilisés à tous les stades de la sylviculture, de la préparation du terrain à la récolte en passant par l'aménagement forestier ;
- labour
- sarclage
- sous-solage
- désouchage mécanique
- débroussaillage
- semis direct
- plantations de plants en godet (planteuse des arbres - machine forestier destinée aux plantations mécaniques)
- coupes d'éclaircies
- dépressages
- élagages
- fauches
- désouchage
- bûcheronnage
- débusquage
- débardage
- déchiquetage ou broyage de bois et rémanents
- coupe rase

## Typologies d'engins "forestiers"
Les engins vraiment spécifiquement forestiers sont les :
- Porteurs : c'est un engin à plusieurs roues motrices, éventuellement articulé, muni d'une grue prolongée d'une pince permettant de charger pour les débarder des troncs prédécoupés (généralement de quelques mètres de long). En France, en 2008, les modèles 8 x 8 dominent maintenant largement le marché, les 6 x 6 ne représentant plus que 5 à 10 % des ventes). On constate aussi la poursuite de la tendance aux fortes capacités (17/20 tonnes), peu d'exemplaires de très gros engins ont été achetés en 2008.
- Débusqueurs ou « skidders » ; ce sont des tracteurs munis d'un treuil permettant de tracter et déplacer des troncs coupés de grande longueur. Le modèle devenu classique est à double treuil et est muni d'une radiocommande (30 % des ventes en 2008 en France), mais il tend à être remplacé par les pinces (grapple ; 40 % des ventes en 2009) ou des grues à grappin à griffes plus ou moins articulées (15 % des ventes).
- Grues et pinces (grapple), souvent vendues combinées avec un treuil simple ou parfois double tambour.
- Machines de bûcheronnage (abatteuses-ébrancheuses apparues dans les années 1970...) La tête d’abattage est un module mécanique mutifonctionnel (il prend l'arbre, le sectionne, le couche et le « façonne » en l'ébranchant, l'écorçant et le découpant en billons de longueur programmable.
- Têtes de bûcheronnage (vendues séparément pour montage éventuel sur pelle mécanique). De plus en plus rapides et sophistiquées, elles fonctionnent avec des systèmes hydrauliques à débit variable assistés par calculateur électronique.
- De nombreux modèles de tracteurs et remorques existent pour tirer et charger de petites grumes, des bûches.
- Des broyeurs permettent de valoriser le petit bois (mais au risque de priver le sol du minium de matière organique nécessaire à la formation et conservation de l'humus forestier)
- Engin de plantation de plants de pépinières (élevés en godets). Un matériel suédois nouveau[2].
- Engins spéciaux pour le débardage-câble (câble-mât, encore assez peu nombreux, mais très utiles dans les zones au relief complexe et marqués)

On trouve de nombreux engins porte-outils polyvalents et dans certaines forêts des engins destinés à pulvériser des engrais (On a par exemple pulvérisé des boues d'épuration liquides aux USA dans de nombreuses forêts durant une trentaine d'années, malgré des risques sanitaires importants pour les animaux dont le gibier).

Dans certains pays et dans certains massifs, des forestiers ont recours à des engins pour pulvériser des pesticides (désherbants, insecticides, fongicides). De telles pulvérisations ont été faites par hélicoptère ou avion parfois, en Amérique du Nord par exemple).
Des engins de type génie civil sont utilisés pour construire et entretenir les routes forestières, pistes et layons ainsi parfois que des pare-feu (dans les régions sèches).
Dans certains pays comme la France, des engins de type agricole entretiennent parfois des cultures cynégétiques en pleine forêt. Elles sont destinées à nourrir les chevreuils, cerf et sangliers.
En zone tropicale, des bulldozers et pelles mécaniques sont très utilisés pour tracer les pistes utilisées pour aller chercher le bois et pour le débarder. Dans certains pays on trouve aussi des machines à faire du charbon de bois, des scieries mobiles ou portatives.
Des quads sont utilisés pour le déplacement des personnels ou de petits matériels.
Il est parfois prospectivement évoqué l'utilisation de dirigeables pour l'exploitation forestière.

## Le marché des engins forestiers

### En France
4 entreprises occupent l'essentiel du marché spécifiquement forestier en France : John Deere (débusqueurs à pince notamment), Camox, Logset (développement de cisaille forestière pour le marché bois énergie), HSM connus pour leurs machines à grue et grappin. Valmet est également présent. Un nombre important de matériel agricole est également utilisé, mais non évoqué ici. Quelques marques émergentes sont Logset, Sogedep, HSM, Equip’ Forêt…
Chaque année, la FCBA étudie les ventes de matériels d’exploitation forestière neufs vendus en France.
Elle montre que les ventes augmentent régulièrement, et que la crise de 2008 n'a pas eu d'effet sur ces ventes.
- Le niveau de ventes d’engins spécifiquement forestiers est resté à un niveau élevé de 2004 à 2008, confirmant la tendance à la mécanisation de la sylviculture : 280 à 290 machines/an en 2005 et 2006 et un peu plus de 300 machines/an ont été achetées en 2007 et 2008 (hors tracteurs et). La diminution des achats supposée due à la crise de 2008 ne s'est fait sentir que fin 2008[3].
- Les machines de bûcheronnage ; Elles sont proposées par des dizaines de marques (dont par exemple Ponsse, Logset, John Deere, Silvatec, Nokka, Ecolog...). Leurs ventes progressent régulièrement depuis leur invention, avec un record historique en 2000, déjà dépassé en 2005 (125 machines/an), les ventes sont redescendues à +/- 90 machines/an en 2008[3]. Les modèles adaptés aux diamètre 60 à 70 cm dominent le marché français (Ponsse Ergo, John Deere 1270, Logset 8H GT/GTE, Silvatec Sleipner), les petites machines (premières et secondes éclaircies) se vendent moins. L'offre en très gros matériels augmente, mais pour des achats restant marginaux[3], la tendance étant à la coupe d'arbres plus jeunes (sylviculture dite « dynamique »). Les têtes de bûcheronnage peuvent être vendues seules (AFM, Logset TH, Logmax, Konrad/Woody, Keto), à monter par exemple sur une pelle mécanique ; Après un record de ventes (quadruplement en 2000 à la suite des tempêtes), les ventes se sont stabilisées stables de 2001 à 2008 avec environ 20 à 25 têtes/an dont une part commence à remplacer du matériel usé (ex : 26 têtes achetées en 2008, dont 10 pour remplacer du matériel existant.
- Les ventes de « porteurs » (100 engins vendus en 2005) avaient très fortement progressé en 2006 puis en 2007 (+/- 140 ventes par an). Ils se sont un peu moins vendus en 2008, tout en restant à haut niveau, de même que les machines de bûcheronnage à environ 140 en 2006 et 2007. 126 porteurs ont été vendus en 2008, soit 28 de plus que la moyenne d'avant la tempête de 1999 et bien plus que pour les abatteuses. La tendance aux fortes capacités (17/20 tonnes) se poursuit, mais avec faible nombre de ventes par an de très gros engins en 2008. Les porteurs de capacités de 9 à 10 t (Ponsse Gazelle, Logset 4F GT, John Deere 810…) et de 11 à 13 t (John Deere 1110, Valmet 840, Logset 5FP GT…) occupent le reste du marché.
- Les débusqueurs qui se vendaient moins après le creux historique des années 2002 à 2004 (une trentaine de ventes par an) qui a fait suite aux tempêtes se sont vendus beaucoup plus nombreux en 2008 (80 engins en 2007 et 94 en 2008) selon l'enquête de la FCBA[3].

La tempête Klaus a eu peu d'impact sur les ventes car ayant touché une région où la foresterie est déjà ultra-mécanisée.

Le niveau des ventes de machines devrait chuter en 2009 à la suite du contexte de crise qui a affecté le secteur des scieries et de la pâte à papier, bien que le secteur bois-énergie reste soutenu.

## Alternatives

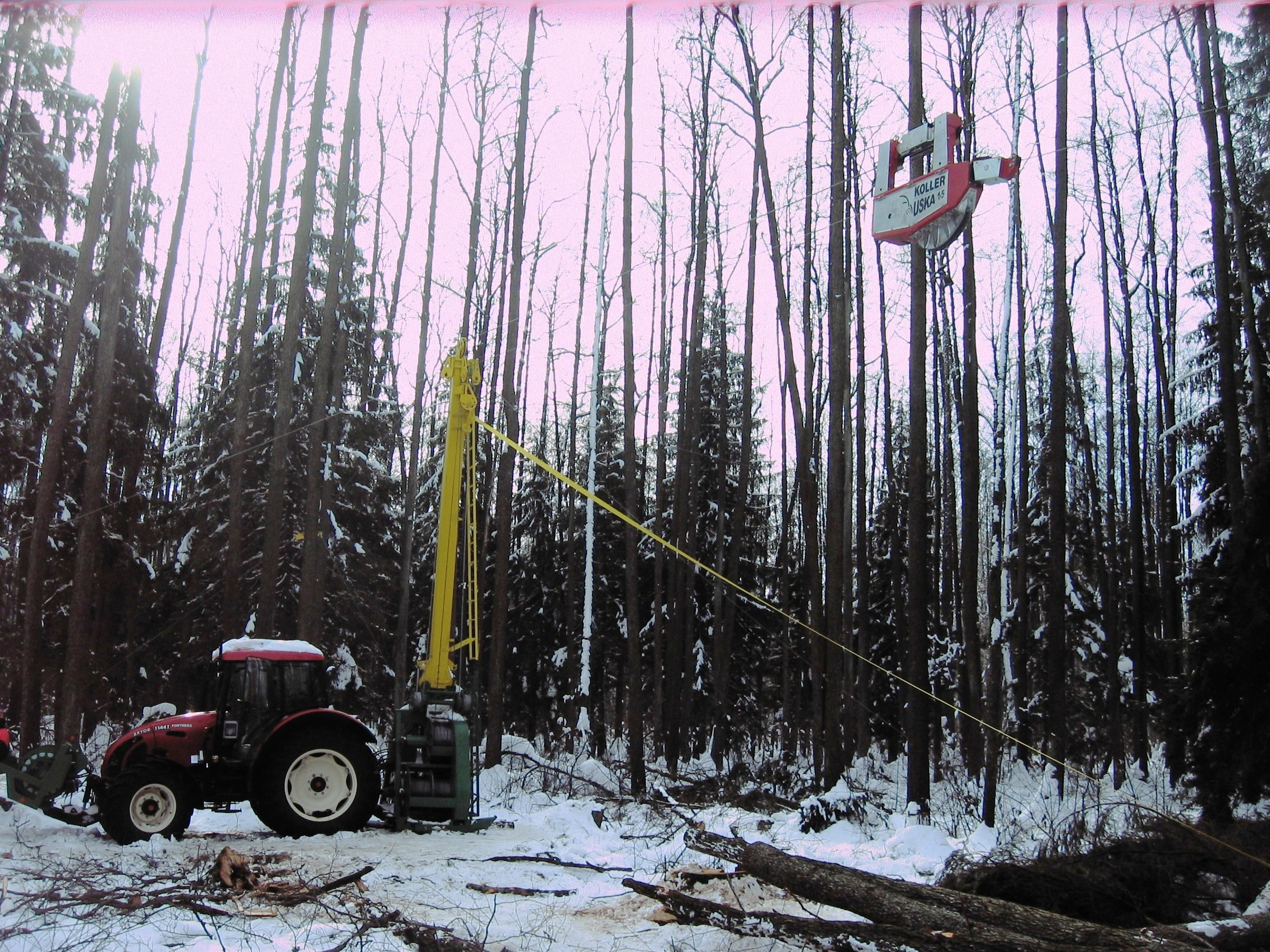
Câble-mât Larix Lamako, sur un tracteur agricole (2010).

D'autres moyens que mécanique sont utilisés, dont par exemple :
- Le débardage par câble,
- le débardage animal (Il est fait au moyen de chevaux le plus souvent en zone tempérée, mais des bœufs, buffles, éléphants sont également utilisés ou l'ont été),
- l'évacuation des bois par flottage
- Des animaux herbivores (moutons et chèvres en général) peuvent aussi entretenir des allées coupe-feu enherbés, plutôt que de les désherber mécaniquement. Ces allées peuvent alors aussi jouer un double rôle de cloisonnement ou de corridor biologique intraforestier.

Ce sont des alternatives qui ont retrouvé de la vigueur et une bonne rentabilité dans certains contextes ou qui ont été localement testés ou soutenus pour des raisons écologiques, mais ils sont devenus et restent encore marginaux en termes de surface ou tonnages traités.
- Le « dessouchage chimique », ou le désherbage chimique, sont utilisés en alternative à certains traitements mécaniques. Ils sont localement de plus en plus pratiqués car peu coûteux, mais ont pour inconvénient de polluer et perturber le milieu. De plus quelques plantes résistantes aux désherbants totaux apparues en milieu agricole sont susceptibles de devenir invasives sur les zones ainsi traitées.

## Avantages
La sécurité des bûcherons et ouvriers et leur confort de travail ont été grandement améliorés par la mécanisation et les progrès de l'ergonomie et du blindage des cabines. Mais au détriment du nombre d'emplois par hectare, tonne ou cubage de bois traitée. Deux ou trois machines et leurs conducteurs remplacent aujourd'hui le travail de plusieurs centaines de personnes.

## Inconvénients

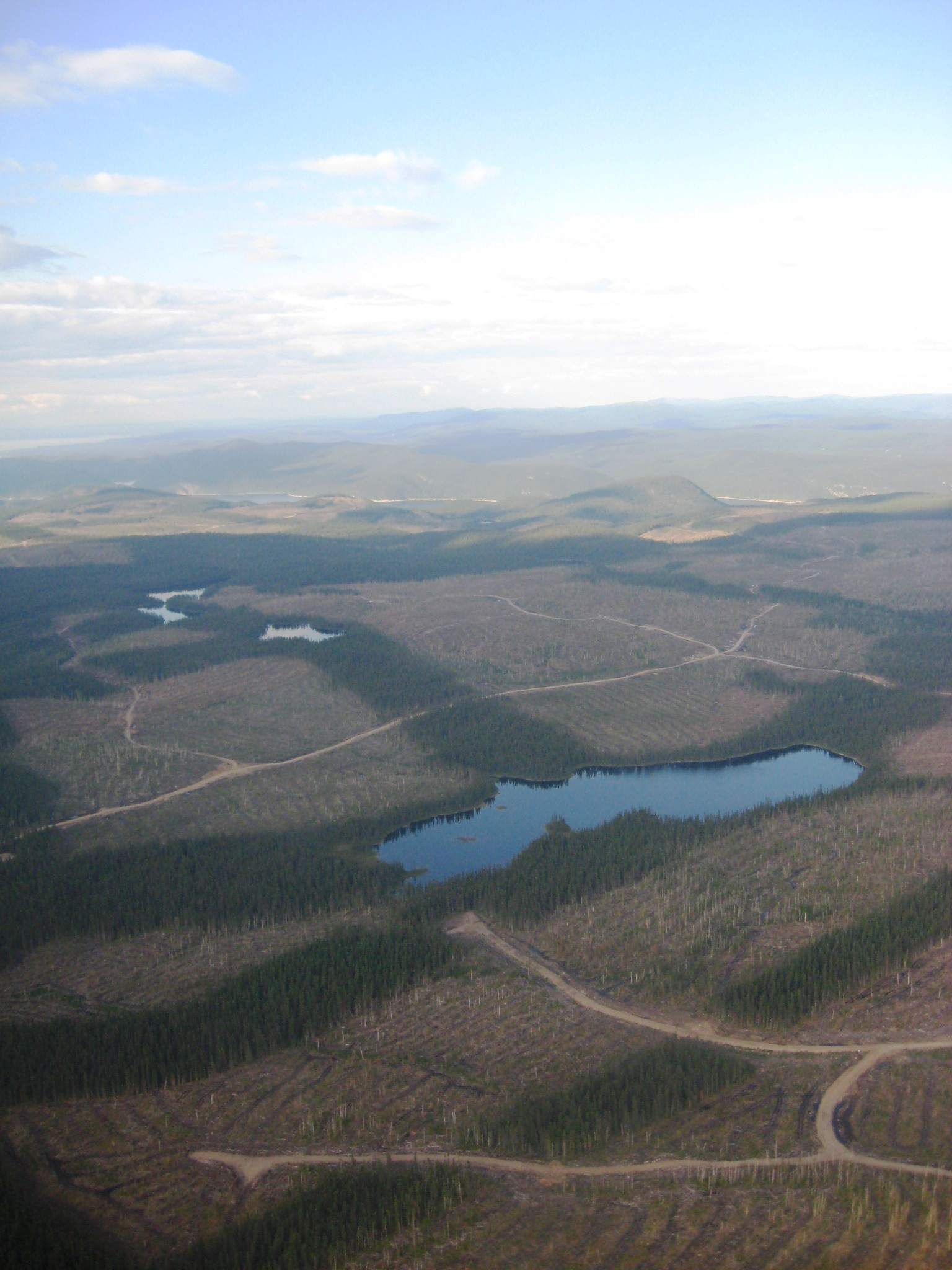
La mécanisation encourage les cultures monospécifiques et équiennes sur de grandes surfaces, traitées en coupes rases (ici sur l'île René-Levasseur au Canada, où quelques corridors biologiques ont été provisoirement maintenus, pour certains néanmoins fragmenté par des routes)

L'usage intensif d'engins en forêt a plusieurs inconvénients :
- Dégradation des sols : c'est le premier reproche et le plus fréquent fait aux engins forestiers souvent trop lourds pour les sols fragiles, même quand ils sont équipés de pneus larges ou basse pression. Ils favorisent la tassement des sols, voire localement leur asphyxie. Ils endommagent les racines de nombreux arbres d'avenir lorsque des chantiers sont importants. 
Une étude[4] faite en France sur 48 chantiers de coupes en forêt a trouvé que (en moyenne et toutes essences confondues) 14 % d’arbres étaient blessés lors des chantiers (Ce taux était plus important en feuillus (17 %) qu’en résineux (11 %). Des professionnels bien formés, et certaines techniques alternatives (ex : débardage par câble) permettent de diminuer le nombre de blessures, mais jamais à 100 %.
- Coûts : Ces engins sont produits en relativement petites séries. Ils sont donc proportionnellement plus chers que dans d'autres secteurs (agricole par exemple). De plus il faut construire pour eux des routes, pistes et layons plus solidement empierrés ou drainés là où les chevaux ou le sciage sur place par les scieurs de long n'en nécessitaient autrefois pas.
- Risques sanitaires : La circulation et le travail d'engins en forêt favorisent l'introduction ou transfert de parasites et autres pathogènes contagieuses, à partir des pépinières, puis de chantier en chantier (rouille, feu bactérien, chancres bactériens, et autres maladies des arbres..) ; Ces pathogènes sont favorisés par les nombreuses blessures qu'occasionnent les engins aux arbres, aux collets et racines notamment. Les engins lourds en tassant le sol augmentent le risque de mauvaise mycorhisation.
- incertitudes sur la qualité des reprises à la suite des plantations : par exemple, les plants de pépinières plantés mécaniquement souffrent de la transplantation et perdent une bonne part de leur avance dans les 10 premières années de reprise[5].
- Contribution à la dispersion d'espèces invasives ; ces espèces sont plus nombreuses en bordure de lisières et le long des routes et pistes.
- encouragement au drainage et à la destruction de zones humides pour faciliter le passage et le travail des engins. Or tout assèchement excessif des forêts augmente le risque d'incendie, mais aussi de stress hydrique et de maladies pour les arbres. Il diminue aussi la résilience de la forêt face au dérèglement climatique.
- contribution à une diminution de la naturalité des écosystèmes forestiers, et donc de la biodiversité, moins en raison des engins eux-mêmes souvent que des pratiques sylvicoles qu'ils permettent ou encouragent.

## Référentiels de bonnes pratiques
En France, le Règlement National d’Exploitation Forestière  (RNEF), le Règlement national des travaux et services forestiers (RNTSF) et le document regroupant l'intégralité des textes essentiels ont été publiés en complément des clauses générales des ventes de bois. Il contient les prescriptions relatives à l'exploitation forestière qui étaient antérieurement dispersées dans plusieurs documents (clauses générales des ventes de bois sur pied, clauses communes territoriales), et vise à ce que l'exploitation diminue son impact environnemental et sur la régénération de la forêt, respecte les biens et personnes, dans toutes les phases de la mobilisation des bois.
Certains acteurs de la sylviculture, tout en recherchant à optimiser les rendements par la mécanisation, tentent de minimiser certains de ses impacts environnementaux, par exemple avec des engins moins bruyants et polluants, en utilisant des pneus limitant les effets de tassement du sol, en utilisant des huiles biodégradables dans les tronçonneuses. Un moyen de protéger les sols et les cours d'eau était de travailler quand ils sont gelés, ce qui est rendu difficile par la diminution moyenne du nombre de jours et nuits de gel (Cf. Réchauffement climatique).
Les pneus des engins forestiers (et de chantier en général) sont des sources de propagules (d'espèces invasives éventuellement) et peuvent parfois salir les routes avec de la terre, ce qui rend les embruns routiers ensuite plus salissants. Il est recommandé (et localement obligatoire) de nettoyer les pneus des engins  avant de sortir d'une zone de chantier.

## Liste des fabricants
- Valmet (abatteuses, porteurs)
- Logset (abatteuses, porteurs, têtes d´abattage pour abatteuses et pelles, simulator)
- John Deere (abatteuses, porteurs)
- Sogedep
- HSM
- Equip’ Forêt (têtes) France
- Valentini, Italie
- Greiferberg, Italie
- Larix, République tchèque
- Mayr Melnhof ForestTechnik (câble-mât)
- Camox (débusqueurs), France

## Galerie

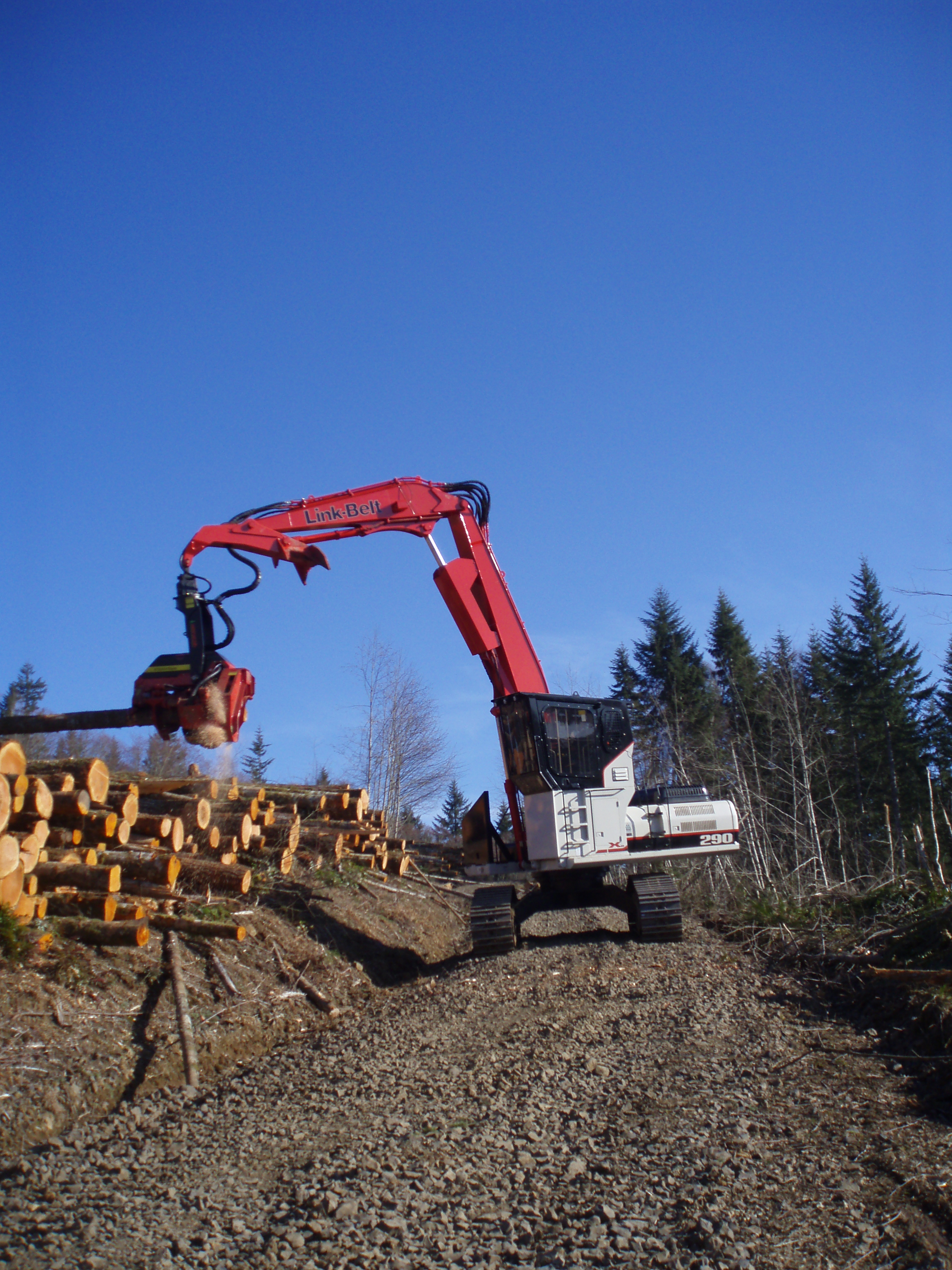
Engin forestier Link-Belt 290 X2.
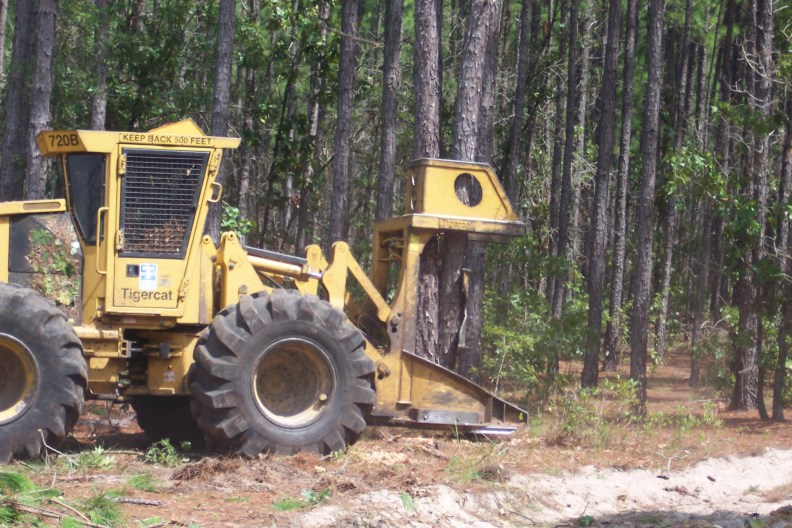
Buncher (USA).
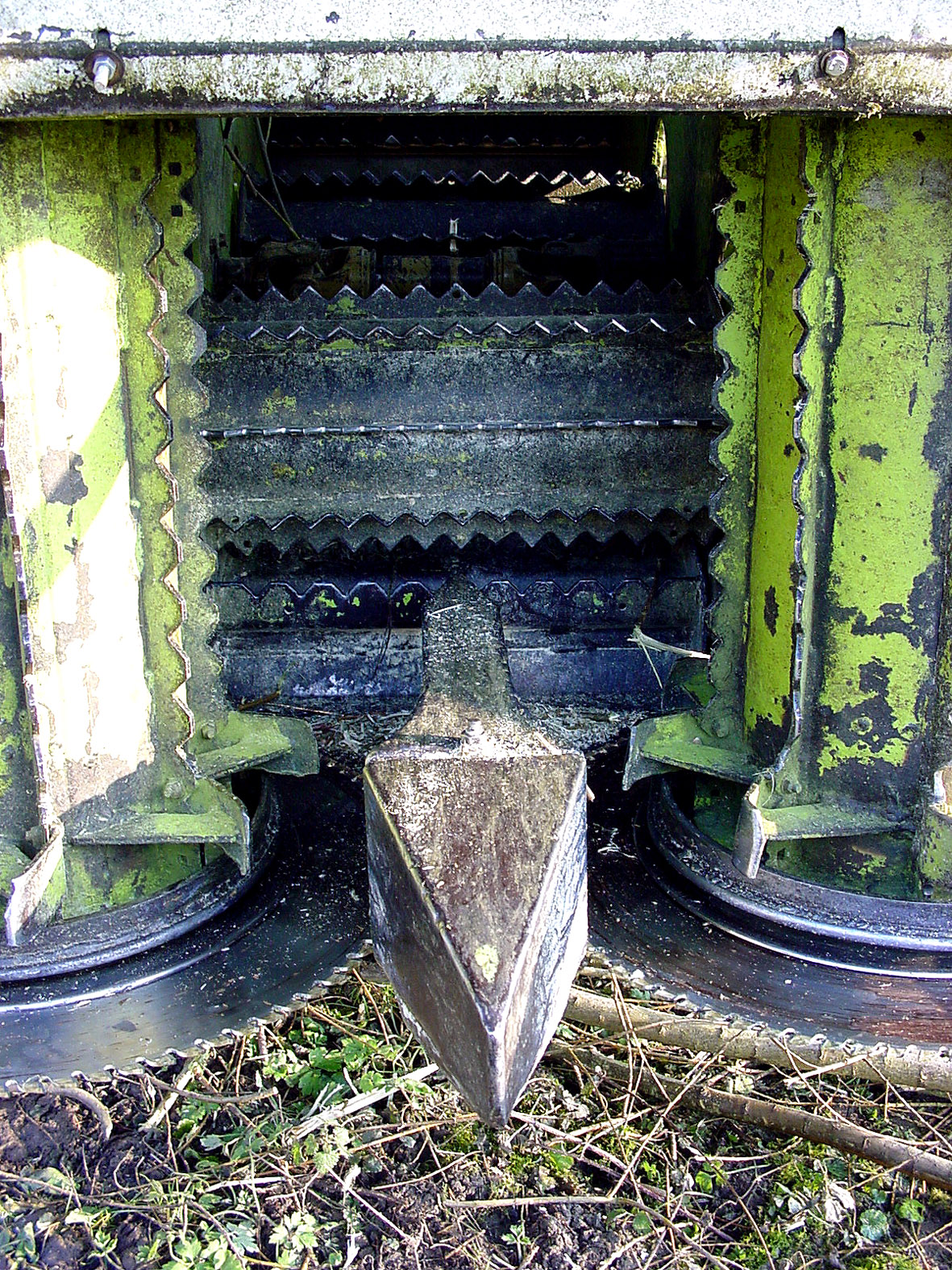
Avaloir de tête de coupe pour récolte mécanique de taillis.
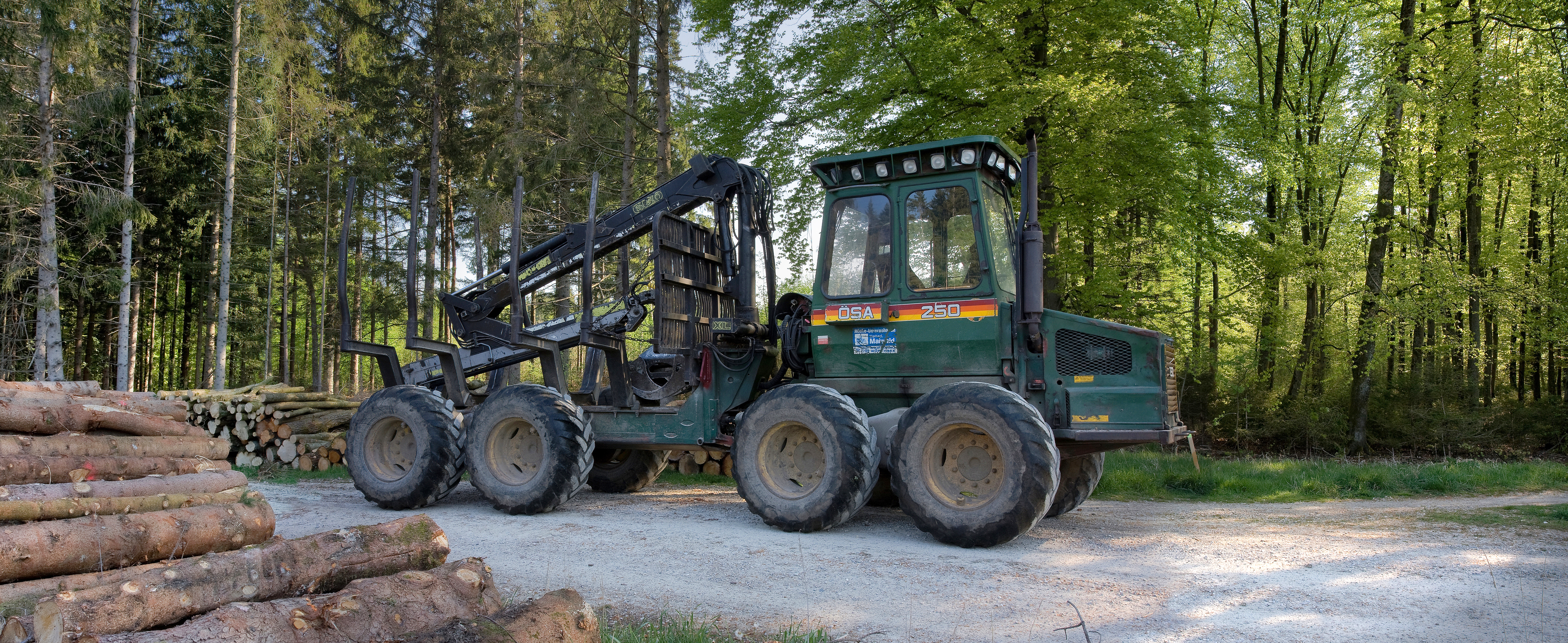
Porteur de grumes.
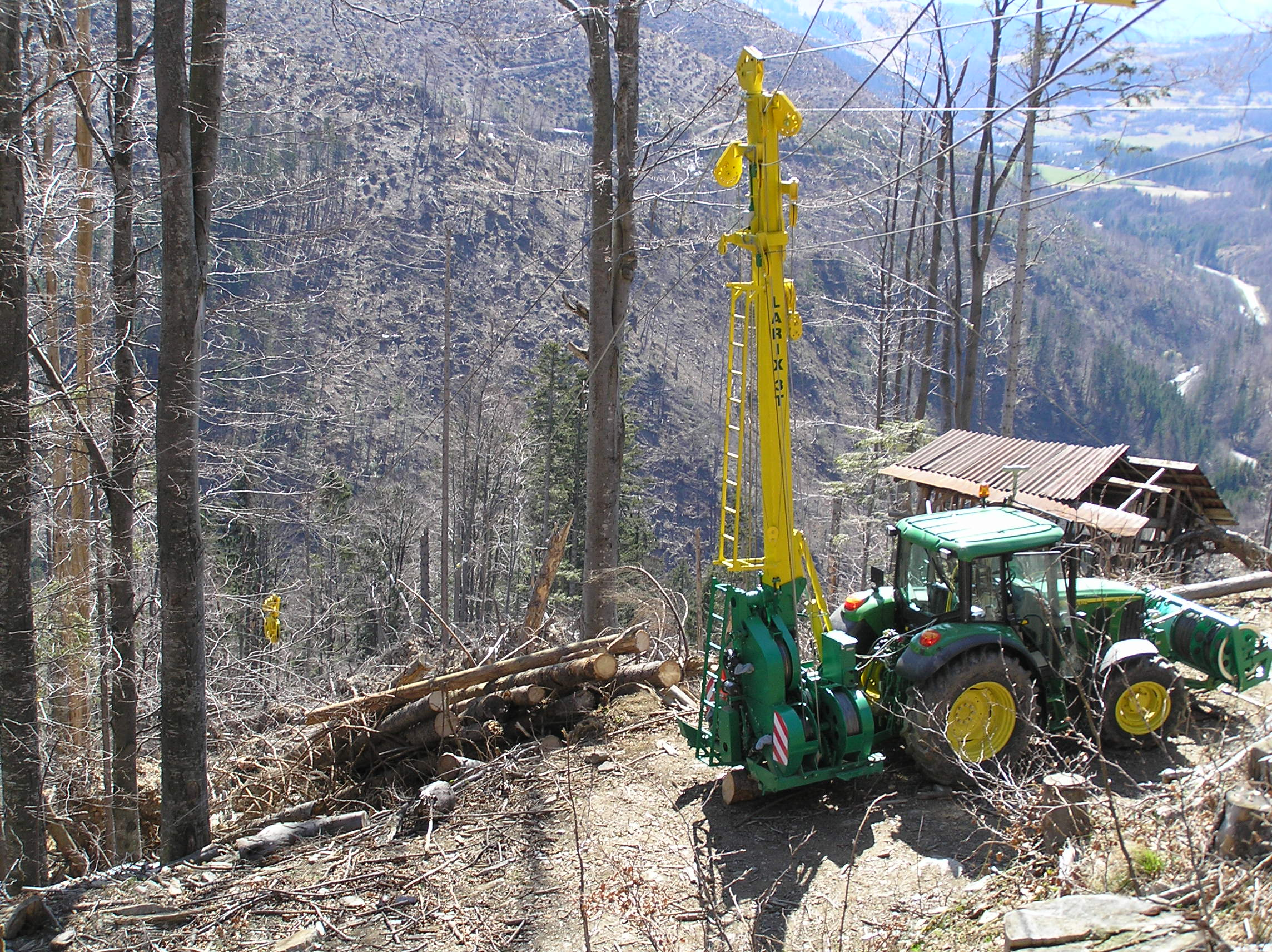
Câlbe-mât Larix 3T, monté sur un tracteur agricole (2008).
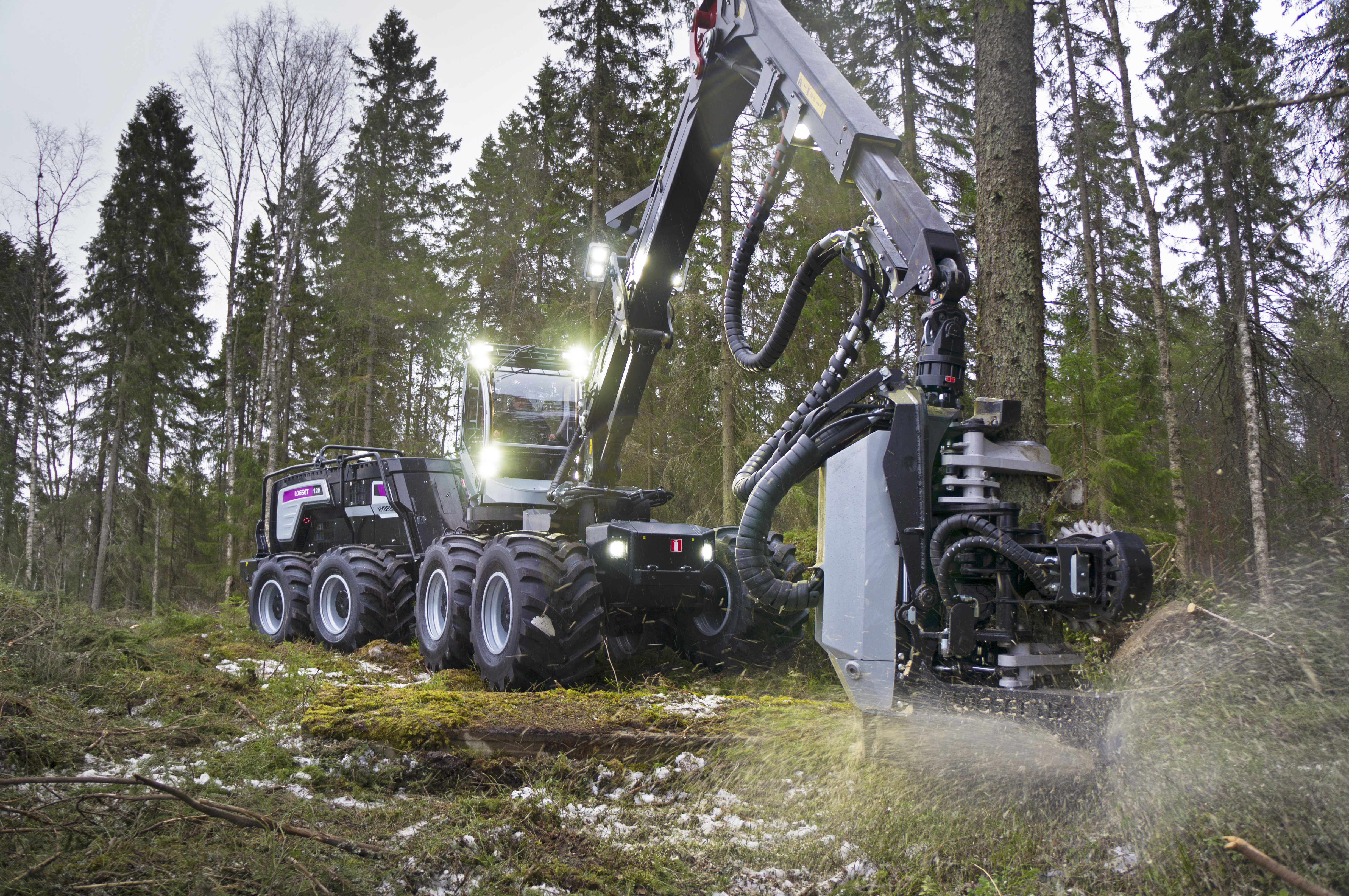
Logset 12H GTE Hybrid, the first harvester with hybrid technology.
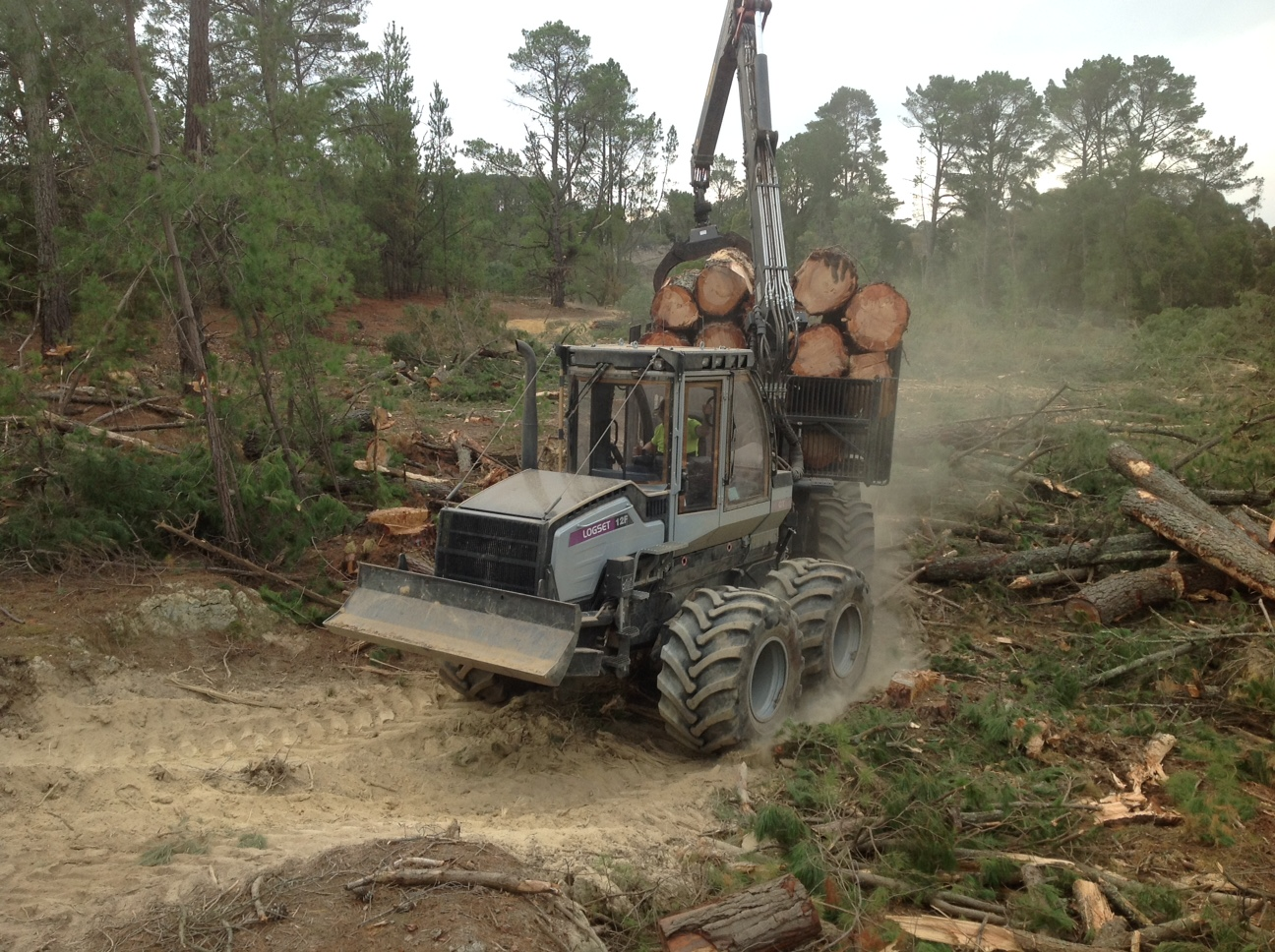
Logset 12F GT équipé d'un système de protection DeX.

### Vidéographie
- Vidéo de l´abatteuse Logset 12H GTE Hybrid (Youtube)
- Vidéo présentant différents engins Valmet (YouTube)
- Tête de coupe montée sur grue à chenillette, abattant de jeunes eucalyptus) (You Tube)
- Tête de coupe travaillant sur pente, montée sur petite grue articulée (YouTube)
- Vidéo d'un prototype d'engin forestier imitant la marche d'un insecte, et autre vidéo du même engin (YouTube)
- Vidéo d'un planteuse et une autre  (machine à reboiser en sillon)
- Vidéo présentant le câble-mât Larix 3T (YouTube)